# Olympische Sommerspiele 1900/Jeu de Paume
Die in der französischen Hauptstadt Paris im Rahmen der Weltausstellung (Exposition Universelle et Internationale de Paris) ausgetragenen Internationalen Wettbewerbe für Leibesübungen und Sport (Concours Internationaux d’Exercices Physiques et de Sports) umfassten auch vier Turniere im Jeu de Paume, die jedoch kein durch das Internationale Olympische Komitees (IOC) anerkannter offizieller Bestandteil der Olympischen Sommerspiele 1900 (Spiele der II. Olympiade) waren, sondern nur ein Demonstrationswettbewerb.
Der Wettbewerb fand zwischen dem 27. Mai und dem 10. Juni 1900 im Jardin du Luxembourg auf dem Gelände der Société de Longue Paume de Paris statt. An den vier Turnieren nahmen insgesamt 29 Mannschaften teil.
Die Wettbewerbe im Courte Paume, die in den Tuilerien ausgetragen werden sollten, fanden nicht statt.

## Longue paume – Erste Kategorie

### Partie terrée
| Platz | Land | Athleten                                  |
| ----- | ---- | ----------------------------------------- |
| 1     | FRA  | Société de Longue Paumistes Valenciennois |
| 2     | FRA  | Société de Longue-Paume de Paris          |
| 3     | FRA  | Société de Longue-Paume Amiens            |
|       | FRA  | Société de Longue-Paume de Montdidier     |

### Partie enlevée
| Platz | Land | Athleten                              |
| ----- | ---- | ------------------------------------- |
| 1     | FRA  | Société de Longue-Paume de Paris      |
| 2     | FRA  | Société de Longue-Paume de Montdidier |
| 3     | FRA  | Société des Paumistes de Montdidier   |
|       | FRA  | Société de Longue-Paume de Rozières   |

## Longue paume – Zweite Kategorie

### Partie terrée
| Platz | Land | Athleten                                          |
| ----- | ---- | ------------------------------------------------- |
| 1     | FRA  | Société de Longue-Paume de Paris – A              |
| 2     | FRA  | Société de Longue-Paume de Beaulieu-les-Fontaines |
| 3     | FRA  | Société de Longue-Paume de Guillancourt           |
|       | FRA  | Société de Longue-Paume de Paris – B              |

### Partie enlevée
| Platz | Land | Athleten                                |
| ----- | ---- | --------------------------------------- |
| 1     | FRA  | Société de Longue-Paume de Paris – A    |
| 2     | FRA  | Société de Longue-Paume de Guillancourt |
| 3     | FRA  | Société de Longue-Paume de Nesles       |
|       | FRA  | Société de Longue-Paume de Paris – B    |